# Palacio de Monterrey

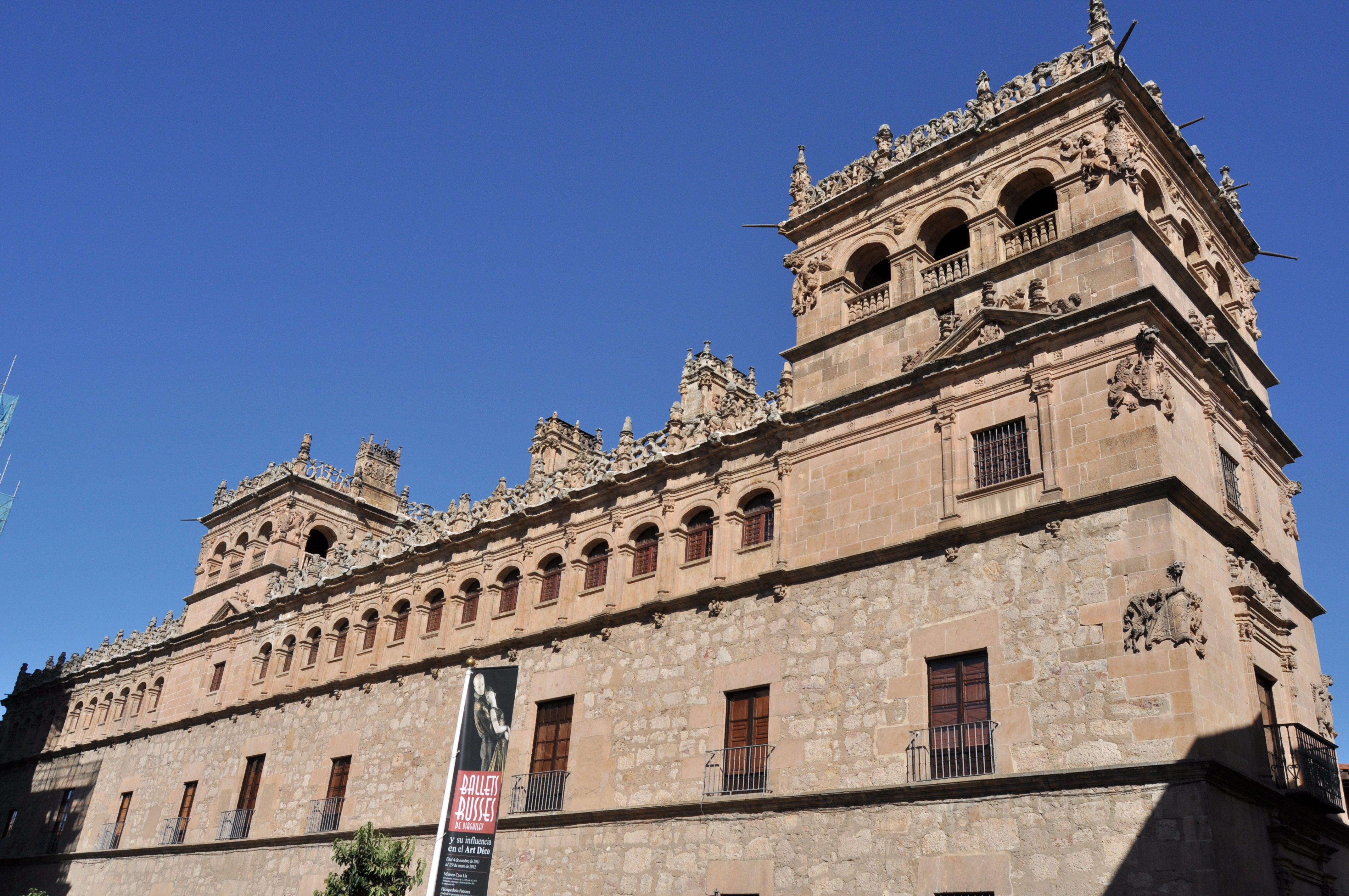
Palacio de Monterrey

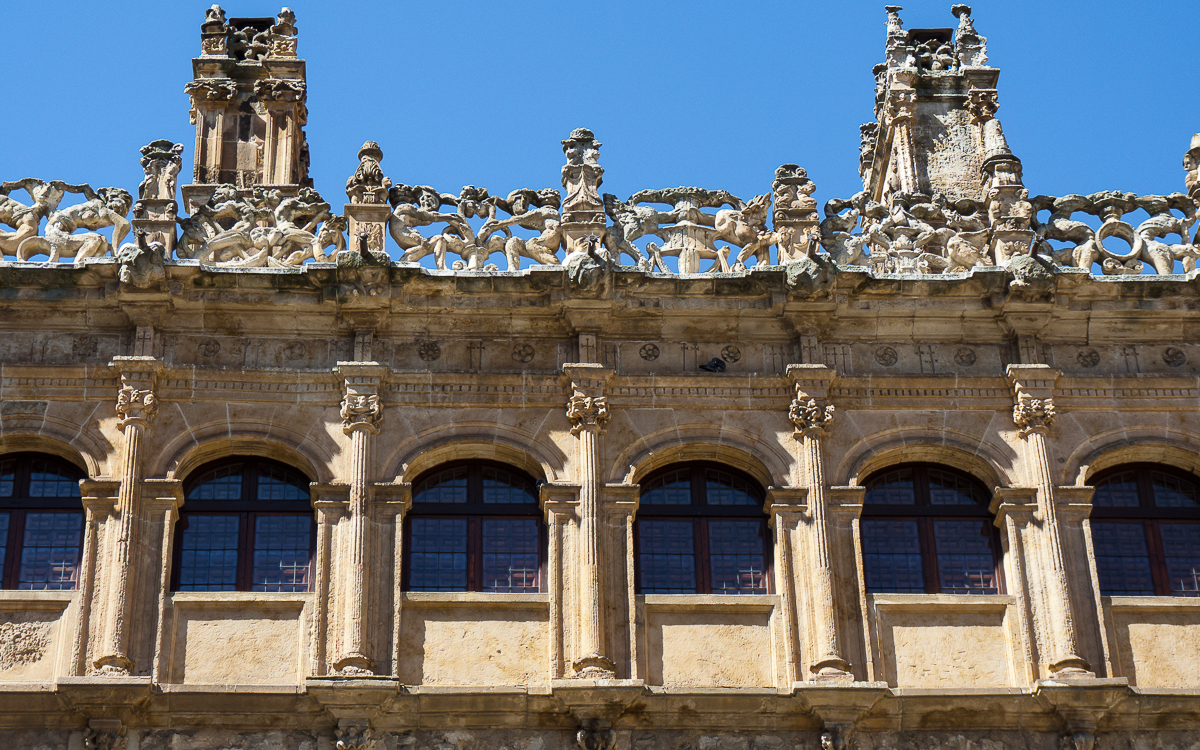
Dekor im oberen Teil

Die Palacio de Monterrey in Salamanca, der Hauptstadt der spanischen Provinz Salamanca in Kastilien-León, ist ein unvollendeter Palast aus der Mitte des 16. Jahrhunderts. Das Gebäude ist ein geschütztes Baudenkmal (Bien de Interés Cultural).

## Lage
Der Palacio de Monterrey liegt ungefähr 200 m westlich der Plaza Mayor.

## Beschreibung
Der Palacio de Monterrey wurde ab dem Jahr 1539 im Auftrag von Alonso de Zúñiga y Acevedo, dem 3. Graf von Monterrey, nach Plänen von Rodrigo Gil de Hontañón erbaut. Mit seiner plateresken Dekoration im oberen Teil und seinen Ecktürmen repräsentiert er in typischer Weise den Stilgeschmack des spanischen Adels in der Epoche des Siglo de Oro.

## Nachwirkung
Architekten des zu Beginn des 20. Jahrhunderts modernen Stils des Neoplateresco wie Jerónimo Arroyo († 1946), Aníbal González († 1929) oder Adolfo Pierrad orientierten sich vielfach an dem Bauwerk.
Der Palast gehört heute dem Haus Alba und beherbergt eine für Besucher zugängliche private Kunstsammlung.